# Список кардиналов, возведённых папой римским Александром IV
Кардиналы, возведённые Папой римским Александром IV — 2 клирика были возведены в сан кардинала на двух Консисториях за шесть с половиной лет понтификата Александра IV.
На двух консисториях было создано по одному кардиналу.

## Консистория между 17 августа 1255 года и 1 февраля 1256 года
- Риккардо ди Монтекассино, O.S.B., аббат монастыря Монтекассино (кардинал-священник церкви Сан-Чириако-алле-Терме).

## Консистория от декабря 1255 года
- Тезауродеи Беккерия, O.S.B.Vall., генеральный аббат своего ордена (титулярная диакония неизвестна).